# Hechinoschema vitalisi
Hechinoschema vitalisi är en skalbaggsart som beskrevs av Maurice Pic 1925. Hechinoschema vitalisi ingår i släktet Hechinoschema och familjen långhorningar. Inga underarter finns listade i Catalogue of Life.